# Lista episoadelor din Mereu la mijloc
„Mereu la mijloc” (titlu original: Stuck in the Middle) este un serial de televiziune american dezvoltat de Alison Brown și Linda Videtti Figueiredo, și creat de Alison Brown ce a avut premiera pe Disney Channel în data de 14 februarie 2016. Serialul îi are în rolurile principale pe Jenna Ortega, Ronni Hawk, Isaak Presley, Ariana Greenblatt, Kayla Maisonet, Nicolas Bechtel, Malachi Barton, Cerina Vincent și Joe Nieves.

## Privire de ansamblu
| Sezonul | Sezonul | Episoade | Episoade | Premiera TV       | Premiera TV       |
| Sezonul | Sezonul | Episoade | Episoade | Prima transmisie  | Ultima transmisie |
| ------- | ------- | -------- | -------- | ----------------- | ----------------- |
|         | 1       | 17       | 17       | 14 februarie 2016 | 22 iulie 2016     |
|         | 2       | 20       | 20       | 3 februarie 2017  | 27 octombrie 2017 |
|         | 3       | 20       | 20       | 8 decembrie 2017  | 23 iulie 2018     |

| Sezonul | Sezonul | Episoade | Episoade | Premiera TV        | Premiera TV       |
| Sezonul | Sezonul | Episoade | Episoade | Prima transmisie   | Ultima transmisie |
| ------- | ------- | -------- | -------- | ------------------ | ----------------- |
|         | 1       | 17       | 17       | 10 septembrie 2016 | 26 februarie 2017 |
|         | 2       | 20       | 20       | 19 iunie 2017      | TBA               |
|         | 3       | 20       | 20       | TBA                | TBA               |